# Canal des Pangalanes
Il Canal des Pangalanes è una via d'acqua artificiale situata a ridosso della costa orientale del Madagascar, che consente la navigazione fluviale tra Toamasina e Farafangana.
Progettata in epoca coloniale, durante il governatorato del generale Joseph Gallieni, la via d'acqua, lunga circa 600 km, è stata realizzata sfruttando una serie di laghi e di corsi d'acqua naturali.
Lungo le sponde del canale sorgono numerosi villaggi del popolo Betsimisaraka, il secondo più grande gruppo etnico del Madagascar.

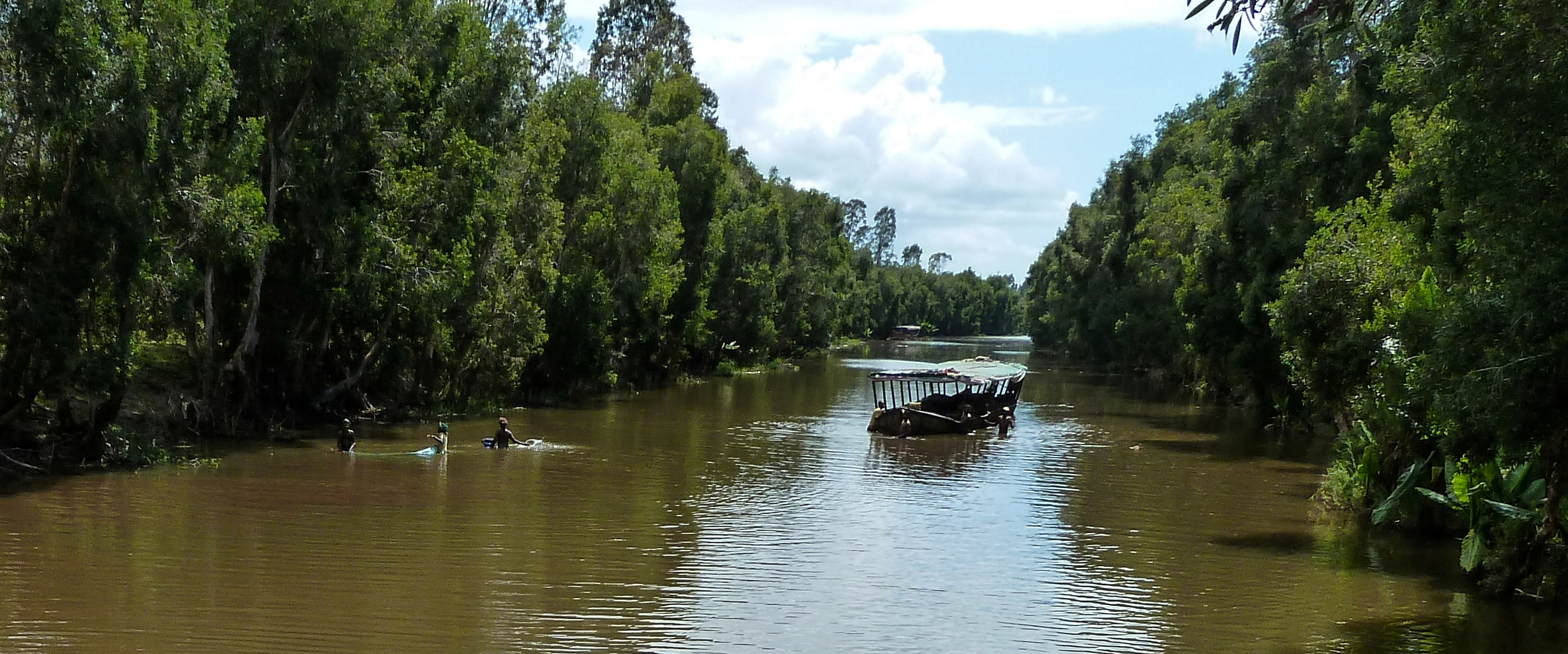
Canal des Pangalanes tra Nosy Varika e Mahanoro

## Navigabilità
| Urban head station |

| Urban stop on track |

| Urban stop on track |

| Urban stop on track |

| Urban station on track |

| Urban tunnel stop on track |

| Urban station on track |

| Urban stop on track |

| Urban station on track |

| Urban stop on track |

| Urban stop on track |

| Urban tunnel stop on track |

| Urban End station |

| Urban head station |

| Urban stop on track |

| Urban stop on track |

| Urban stop on track |

| Urban station on track |

| Urban tunnel stop on track |

| Urban station on track |

| Urban stop on track |

| Urban station on track |

| Urban stop on track |

| Urban stop on track |

| Urban tunnel stop on track |

| Urban End station |